# Henric al II-lea, Prinț de Condé
Henri de Bourbon  (n. 1 septembrie 1588, Saint-Jean-d'Angély, Poitou-Charentes, Franța – d. 26 decembrie 1646, Hôtel de Condé⁠(d), Paris, Regatul Franței) a devenit Prinț de Condé la scurtă vreme după nașterea sa, în urma decesului tatălui său, Henri I. Ca membru al Casei de Bourbon, el a fost Prinț de Sânge.
S-a căsătorit cu Charlotte Marguerite de Montmorency în 1609 și a avut trei copii, toți protagoniști ai Frondei.

## Copii
Henri și Charlotte  au avut următorii copii:
- Anne Genevieve, Ducesă de Longueville[2]
- Ludovic, Prinț de Condé
- Armand, Prinț de Conti